# Trappisten
Trappisten en trappistinnen zijn leden van de kloosterorde van cisterciënzers die een zogenaamde "strikte observantie" naleven. Ze worden ook wel Cisterciensis Strictioris Observantiae (OCSO) genoemd, de Cisterciënzerorde van de Strikte Observantie. 
Trappist is geen officiële naam en wordt in officiële documenten nooit gebruikt. De term is ontstaan in de volksmond naar aanleiding van een hervorming van de orde, die in de loop der eeuwen plaatsvond in de Abdij Notre-Dame de la Grande Trappe. 
De orde staat bekend om het trappistenbier en andere trappistenproducten die in een aantal van hun abdijen geproduceerd worden.

## Dagindeling trappisten
Trappistenkloosters geven orde en structuur aan het dagelijks leven in het klooster door middel van een bepaalde dagindeling. Zij komen zevenmaal daags samen om te bidden. Dagschema's van deze cisterciënzers bestaan doorgaans uit:
- metten (nachtwake)
- lauden (morgengebed)
- terts (voormiddaggebed)
- sext (eucharistie en middaggebed)
- noon (namiddaggebed)
- vespers (avondgebed)
- completen (dagsluiting)

## Trappisten in België

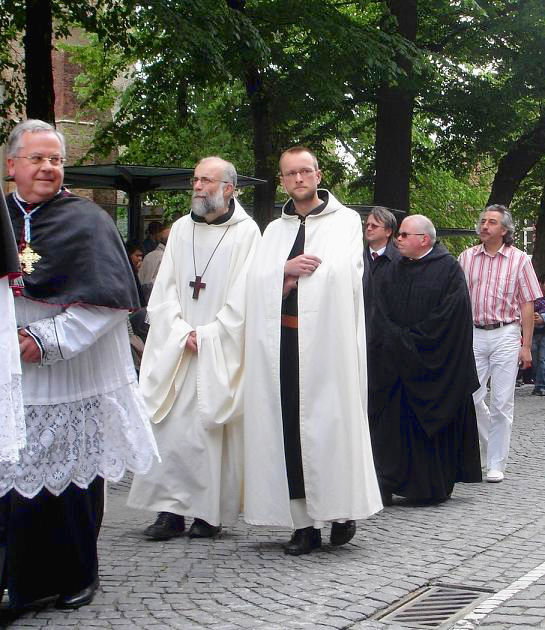
Trappisten uit Westvleteren (links de abt) gevolgd door de prior van de voormalige abdij van Steenbrugge tijdens de Heilig Bloedprocessie in Brugge

De Belgische trappistenabdijen zijn:
- Abdij van Westmalle (Malle)
- Abdij van Westvleteren (Vleteren)
- Abdij van Orval (Florenville)
- Abdij van Rochefort
- Abdij van Scourmont (Forges nabij Chimay)

De Belgische trappistinnenabdijen zijn:
- Abbaye Notre-Dame de la Paix (Chimay)
- Abbaye Notre-Dame de Clairefontaine (ook Abbaye de Cordemois) (Bouillon)
- Abdij van Soleilmont (Fleurus)
- Abdij van Brialmont (Tilff)
- Abdij Onze-Lieve-Vrouw van Nazareth (Brecht)
- Priorij Onze-Lieve-Vrouw van Klaarland (Bocholt)

## Trappisten in Nederland
De Nederlandse trappistinnenabdij is:
- Koningsoord in Arnhem

De Nederlandse trappistenabdijen zijn:
- Abdij Koningshoeven te Berkel-Enschot (La Trappe)
- Abdij Maria Toevlucht te Zundert
- Klooster Schiermonnikoog te Schiermonnikoog
- Abdij Lilbosch te Echt
- Abdij Onze Lieve Vrouw Onbevlekt Ontvangen te Tegelen (tot 2007)

## Geschiedenis
Als kiem van de trappistenorde kan de 'strikte observantie' in de orde van Cisterciënzers worden beschouwd. In 1598 werd de negentienjarige Octavo Arnolfini benoemd tot commanditaire abt van La Charmoye. Doorgaans resideren commanditaire abten niet in hun abdij, maar Arnolfini voelde zich zo met de abdij verbonden dat hij zijn noviciaat deed en regulier abt werd. Toen hij later abt van Châtillon werd, voerde hij daar een hervorming in, bestaande uit het strikt onderhouden van de regel van Benedictus. Deze kloosterregel, geformuleerd in 73 hoofdstukken en ontstaan in de 6de eeuw, diende als leidraad voor het kloosterleven van benedictijnen, cisterciënzers en kartuizers. Het belangrijkste kenmerk van de hervorming van Arnolfini was het afzien van vleesgebruik en daarom werden hij en zijn medestanders 'abstinenten' genoemd. Later werd deze hervorming bekend onder de naam 'strikte observantie'. Behalve de onthouding van vlees was ook het herstel van de handenarbeid een belangrijk punt.
Nadat een tiental abdijen tot de strikte observantie was overgegaan, erkende paus Alexander VII binnen de cisterciënzerorde twee observanties, de gewone en de strikte. Binnen deze laatste kwam Armand-Jean de Rancé (1626-1700) op de voorgrond, die commendatair abt van de Abdij Notre Dame de la Grande Trappe was geweest en daar was overgegaan tot een vernieuwing in de vorm van afgescheidenheid van de wereld en toewijding aan een leven van gebed en boete. Zijn programma ging veel verder dan dat van de andere abstinenten; een van de belangrijkste kenmerken was een continu stilzwijgen.

### Franse Revolutie
Ten tijde van de Franse Revolutie omvatte de strikte observantie ongeveer vijfenzestig mannenkloosters en vijf communiteiten van vrouwen, bijna allemaal gevestigd in Frankrijk. Daarvan was La Trappe de enige die in de Revolutie ontsnapte aan totale verwoesting en verstrooiing. Dit was de verdienste van Augustin de Lestrange (1754-1827), die in 1791 aan het hoofd van eenentwintig monniken de abdij verliet om in Zwitserland een nieuwe gemeenschap te stichten, die veilig zou zijn voor de vervolgers. In La Valsainte vonden zij een verlaten kartuizerklooster, waar zij zich vestigden. Noodgedwongen ondernamen ze vandaaruit avontuurlijke reizen, tot in Rusland toe.
In Darfeld (Westfalen) had zich intussen een groep monniken van La Trappe onder leiding van Eugène de Laprade (1764-1815) gevestigd. Tegenover het strenge regime van La Valsainte, door Lestrange tot een onmenselijk niveau opgevoerd, wilden zij een aantal verzachtingen invoeren, die naderhand de redding van de orde bleken te zijn. Na de val van Napoleon keerden de overgebleven trappisten, zoals de abstinenten nu werden genoemd, zo snel mogelijk naar Frankrijk terug en namen de verlaten kloosters weer in. In 1892 trachtte paus Leo XIII alle richtingen binnen de cisterciënzerorde in één orde bijeen te brengen, maar pastorale taken bij de gewone observanten en strenge onderhouding bij de strikte observanten maakten dit onmogelijk. Daarom erkende de paus twee ordes, de Orde van Cîteaux en de Orde van de Strikte Onderhouding (de trappisten). De eerstgenoemde orde had sterk te lijden onder communistische vervolging in Oost-Europa en Vietnam, de trappisten in China en Joegoslavië. Zij kenden echter een grote bloei tijdens en na de Tweede Wereldoorlog.

### Moderne situatie
Het aantal abdijen is sinds 1940 sterk gestegen: van 82 in 1940, naar 169 in het begin van de 21e eeuw. Het aantal trappisten en trappistinnen is in diezelfde periode gedaald met circa 15%.
Even spectaculair als de opbloei eind negentiende eeuw en begin twintigste eeuw was de terugval in West-Europese abdijen vanaf midden de jaren 1960. Vele priesters en broeders zijn uitgetreden in de beroeringsvolle jaren vlak na het Tweede Vaticaans Concilie en er was weinig aanwas. In andere werelddelen kent de orde nog steeds een grote aangroei: daar waar er in 1940 slechts één trappistenabdij was in Afrika en geen in Latijns-Amerika, zijn er anno 2006 zeventien in Afrika en dertien in Centraal- en Zuid-Amerika. In Azië is in diezelfde periode het aantal abdijen gestegen van zes naar drieëntwintig.
Tijdens en na het Tweede Vaticaans Concilie ontstonden nieuwe constituties die weliswaar het karakter van de orde onaangetast moesten laten, maar op ondergeschikte punten verzachtingen invoerden. De zwijgplicht en andere kenmerken gingen verloren, net als het intensieve liturgische leven.
De gemiddelde abdij heeft anno 2006 vijfentwintig leden, meer dan de helft minder ten opzichte van vroegere tijden. In totaal heeft de orde ongeveer 2500 mannelijke religieuzen en 1800 zusters in 168 huizen. In Nederland en Vlaanderen zijn er 175 trappisten en 100 trappistinnen.
In februari 2022 werd de Nederlander Bernardus Peeters, tot die datum abt van de Abdij Onze Lieve Vrouw van Koningshoeven in Berkel-Enschot, verkozen tot generaal-abt van de trappisten.